# 1re étape du Tour d'Espagne 2010
La 1re étape du Tour d'Espagne 2010 s'est déroulée le 28 août 2010. Séville est la ville de départ et la ville d'arrivée. Il s'agit d'un contre-la-montre par équipes qui s'est effectué en nocturne dans Séville sur 13 km. La victoire est revenue à l'équipe américaine Team HTC-Columbia. Le Britannique Mark Cavendish s'empare du premier maillot rouge de cette Vuelta.

## Profil de l'étape

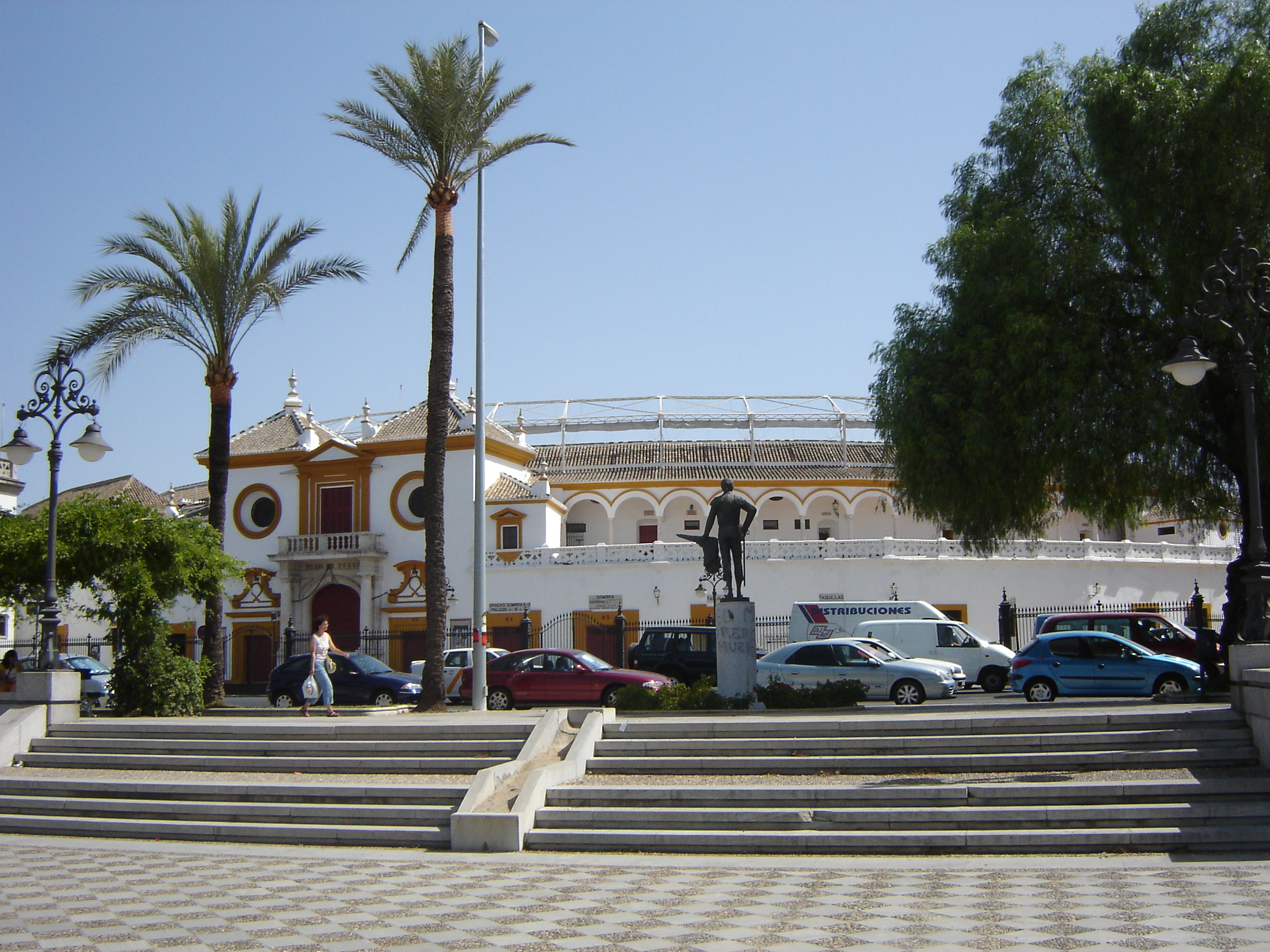
La Plaza de toros accueille le départ de cette Vuelta

Le profil du contre-la-montre est plat. La principale innovation est que la course se déroule sous éclairage à partir de 22 heures. La dernière équipe arrive vers minuit, ce qui constitue un horaire assez inhabituel pour une course cycliste.
La rampe de lancement pour les équipes se situe près des Arènes de Séville.
C'est la 22e fois qu'un chrono par équipes est au programme du Tour d'Espagne depuis 1955.

## La course

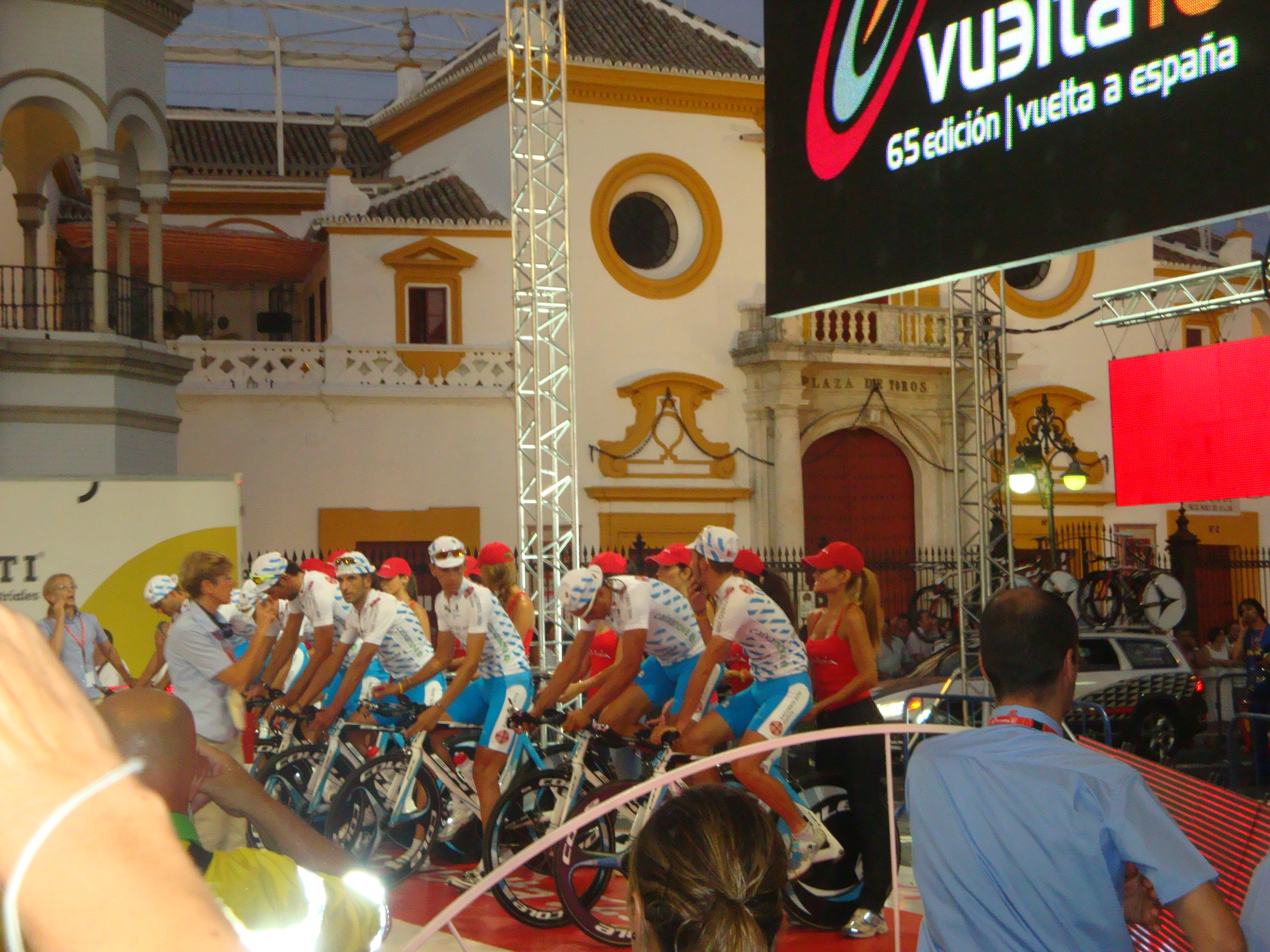
L'équipe Xacobeo Galicia au départ du contre-la-montre par équipes

Le départ des équipes depuis la Plaza de Toros s'étale de 22 h 04 à 23 h 28. Le temps retenu pour chaque équipe est celui de son cinquième coureur, mais les coéquipiers lâchés se voient attribuer leur temps réel. L'équipe Andalucía-Cajasur en tant qu'équipe locale part en dernière position.
- Ordre et horaire des départs[3] :

1. Footon-Servetto : 22 h 04
2. AG2R La Mondiale : 22 h 08
3. Team Milram : 22 h 12
4. Team Katusha : 22 h 16
5. BBox Bouygues Telecom : 22 h 20
6. Team HTC-Columbia : 22 h 24
7. Quick Step : 22 h 28
8. Omega Pharma-Lotto : 22 h 32
9. FDJ : 22 h 36
10. Euskaltel-Euskadi : 22 h 40
11. Lampre-Farnese Vini : 22 h 44
12. Team Sky : 22 h 48
13. Cofidis : 22 h 52
14. Liquigas-Doimo : 22 h 56
15. Xacobeo Galicia : 23 h 00
16. Garmin-Transitions : 23 h 04
17. Astana : 23 h 08
18. Caisse d'Épargne : 23 h 12
19. Team Saxo Bank : 23 h 16
20. Rabobank : 23 h 20
21. Cervélo TestTeam : 23 h 24
22. Andalucía-Cajasur : 23 h 28

L'équipe Footon-Servetto, partie en première réalise le plus mauvais temps en 15 minutes et 23 secondes. Le premier temps de référence est établi par l'équipe allemande Team Milram pour qui c'est le dernier grand tour avant l'arrêt de l'équipe à la fin de la saison. Les coureurs de l'équipe ont bouclé les 13 kilomètres en 14 minutes et 44 secondes. L'équipe Team HTC-Columbia arrive à son tour et termine dans un temps de 14 minutes et 26 secondes, soit 18 secondes de mieux que Team Milram. Ce temps ne sera jamais battu. Les équipes Liquigas-Doimo et Cervélo TestTeam terminent respectivement deuxième et troisième à 10 et 13 secondes de l'équipe américaine.
Mark Cavendish qui a passé la ligne en premier, endosse le premier maillot rouge et prend la tête du classement par points et du combiné. L'équipe Team HTC-Columbia monopolise les huit premières places du classement général.
Parmi les favoris, Vincenzo Nibali (Liquigas-Doimo) est le mieux placé. Andy et Fränk Schleck  (Team Saxo Bank) sont également en bonne position. Ezequiel Mosquera (Xacobeo Galicia) et Igor Antón (Euskaltel-Euskadi) perdent plus de 25 secondes. Denis Menchov (Rabobank) perd 36 secondes et est le principal perdant de ce contre-la-montre.

## Classement de l'étape
|    | Équipe              | Pays       |    | Temps       |
| -- | ------------------- | ---------- | -- | ----------- |
| 1  | Team HTC-Columbia   | États-Unis | en | 14 min 06 s |
| 2  | Liquigas-Doimo      | Italie     | +  | 10 s        |
| 3  | Cervélo TestTeam    | Suisse     |    | 13 s        |
| 4  | Team Saxo Bank      | Danemark   |    | 14 s        |
| 5  | Lampre-Farnese Vini | Italie     |    | 14 s        |
| 6  | Garmin-Transitions  | États-Unis |    | 17 s        |
| 7  | Omega Pharma-Lotto  | Belgique   |    | 17 s        |
| 8  | Team Milram         | Allemagne  |    | 18 s        |
| 9  | Team Katusha        | Russie     |    | 20 s        |
| 10 | Quick Step          | Belgique   |    | 23 s        |
| 11 | Caisse d'Épargne    | Espagne    |    | 25 s        |

|    | Équipe                | Pays        |   | Temps |
| -- | --------------------- | ----------- | - | ----- |
| 12 | Xacobeo Galicia       | Espagne     | + | 26 s  |
| 13 | Euskaltel-Euskadi     | Espagne     |   | 27 s  |
| 14 | Team Sky              | Royaume-Uni |   | 28 s  |
| 15 | Cofidis               | France      |   | 28 s  |
| 16 | FDJ                   | France      |   | 33 s  |
| 17 | AG2R La Mondiale      | France      |   | 33 s  |
| 18 | Rabobank              | Pays-Bas    |   | 36 s  |
| 19 | BBox Bouygues Telecom | France      |   | 39 s  |
| 20 | Astana                | Kazakhstan  |   | 41 s  |
| 21 | Andalucía-Cajasur     | Espagne     |   | 49 s  |
| 22 | Footon-Servetto       | Espagne     |   | 57 s  |

## Classement général

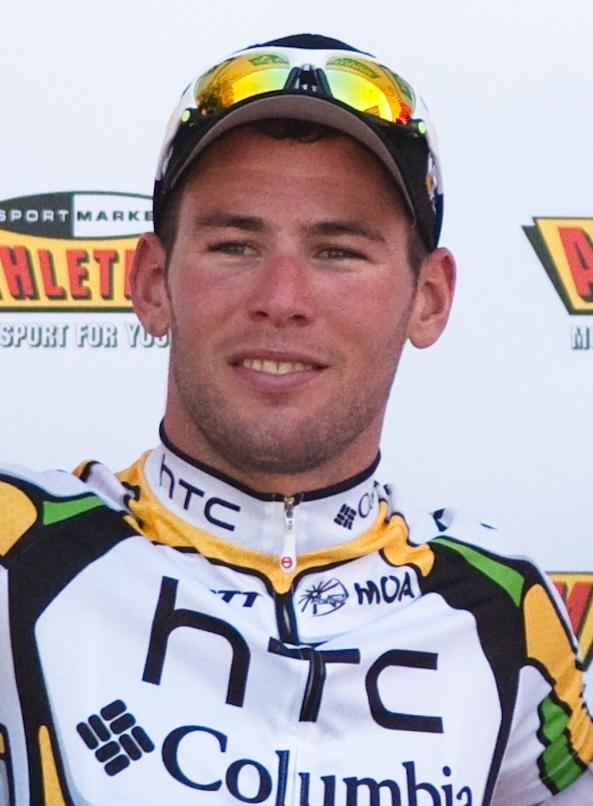
Mark Cavendish est le premier leader de la course

|    | Coureur             | Pays             | Équipe            |    | Temps       |
| -- | ------------------- | ---------------- | ----------------- | -- | ----------- |
| 1  | Mark Cavendish      | Royaume-Uni      | Team HTC-Columbia | en | 14 min 06 s |
| 2  | Peter Velits        | Slovaquie        | Team HTC-Columbia | +  | 0 s         |
| 3  | Martin Velits       | Slovaquie        | Team HTC-Columbia |    | 0 s         |
| 4  | Lars Ytting Bak     | Danemark         | Team HTC-Columbia |    | 0 s         |
| 5  | Hayden Roulston     | Nouvelle-Zélande | Team HTC-Columbia |    | 0 s         |
| 6  | Kanstantsin Siutsou | Biélorussie      | Team HTC-Columbia |    | 0 s         |
| 7  | Tejay van Garderen  | États-Unis       | Team HTC-Columbia |    | 0 s         |
| 8  | Matthew Goss        | Australie        | Team HTC-Columbia |    | 0 s         |
| 9  | Daniele Bennati     | Italie           | Liquigas-Doimo    |    | 10 s        |
| 10 | Frederik Willems    | Belgique         | Liquigas-Doimo    |    | 10 s        |

## Abandon
Aucun abandon.